# Macchi Parasol
Il Macchi Parasol fu un aereo da osservazione militare costruito dalla Società Anonima Nieuport-Macchi, poi Aeronautica Macchi, nei primi anni dieci del XX secolo. Fu il primo aereo progettato autonomamente dalla Macchi, che fino a quel momento aveva solamente prodotto aerei su licenza.

## Storia del Progetto
La Società Anonima Nieuport-Macchi fu costituita nel 1912 quale produttrice su licenza dei velivoli costruiti dalla francese Société Anonyme des Établissements Nieuport. Il principale prodotto era il Nieuport IV, un monoplano biposto per impiego sia civile che militare. Come per gli altri monoplani coevi, l'ala costituiva un grosso impedimento per la visuale del pilota e dell'eventuale osservatore, per cui si ritenne di risolvere il problema ponendola al di sopra della fusoliera seguendo lo schema cosiddetto a parasole, o seguendo la denominazione francese in uso all'epoca, "parasol", da cui il nome. Gli altri particolari costruttivi derivavano dal monoplano Nieuport già in produzione, per cui la struttura era prevalentemente in legno rivestito di tela, il motore era uno Gnome rotativo a 7 cilindri raffreddati ad aria azionante un'elica lignea bipala a passo fisso ed il carrello d'atterraggio era biciclo con un pattino posteriore. Come per altri monoplani simili, il rollio era comandato dallo svergolamento delle estremità alari, in quanto non erano presenti alettoni. L'aereo volò per la prima nel 1913 con successo, per cui ne venne intrapresa la costruzione in serie.

## Impiego operativo
L'aereo venne proposto al Servizio Aeronautico del Regio Esercito, che, nell'imminenza della prima guerra mondiale, era alla ricerca di nuovo materiale. Fu giudicato robusto e di facile smontaggio per cui ne venne approvata la costruzione e ordinati esemplari per la costituzione di due squadriglie per artiglieria.
Dal 26 maggio 1915 6 esemplari sono la linea di volo della 2ª Squadriglia per l'artiglieria fino a metà novembre 1915.
Nel giugno 1915 i Parasol furono dislocati da Pordenone a Medeuzza, frazione di San Giovanni al Natisone, per essere assegnati al servizio della 3ª Armata (Regio Esercito) contro il campo trincerato di Gorizia ed il Carso durante la prima battaglia dell'Isonzo. Nei mesi seguenti furono eseguite diverse missioni di ricognizione ed anche qualche sporadico bombardamento, con scarsi risultati, venendo infine dotati di apparato radiotrasmittente Rouzet.
La 3ª Squadriglia per l'artiglieria viene creata il 24 settembre 1915 su 4 esemplari che utilizza fino al mese di novembre 1915.
Nonostante la migliore visibilità per l'equipaggio, che permetteva di ottenere buone riprese fotografiche, l'aereo era però poco stabile e di difficile pilotaggio, tanto che si verificarono molti incidenti, il che, insieme all'impossibilità di raggiungere quote tali da sfuggire alla contraerea, ne impose la definitiva radiazione nel novembre 1915.
Con questo aereo nel dicembre 1914 fu stabilito dal pilota collaudatore Clemente Maggiora il record italiano di altezza con due passeggeri, raggiungendo la quota di 2 700 metri partendo dal campo di Mirafiori.

## Utilizzatori
Italia
- Regio Esercito
  - Servizio Aeronautico